# Zeuge
Ein Zeuge ist eine natürliche Person, die zu einem aufzuklärenden Sachverhalt eigene Wahrnehmungen bekunden („Zeugnis ablegen“) und zur Vernehmung in einem Ermittlungsverfahren oder zum Gerichtstermin eingeladen werden kann.

## Wortherkunft
Etymologisch leitet sich der Rechtsbegriff Zeuge über die mittelhochdeutsche Form (ge)ziuc „Zeugnis, Beweis“ vom Verb ziehen ab und ist ursprünglich also im Sinne vom „Ziehen vor Gericht“ zu verstehen, wie es bereits in althochdeutschen Quellen mit der Formel zi urkundin ziohan „zum Zeugnis heranziehen“ schriftlich belegt ist. Das häufig verwendete Substantiv Augen-zeuge ist eine direkte Lehnübersetzung (lateinisch testis ocularis), dessen Grundwort testis „Zeuge“ u. a. dem deutschen Verb testieren „bezeugen“ zu Grunde liegt.

## Arten der Zeugenschaft
Für einige Vorgänge ist es bereits vorab erforderlich oder üblich, Zeugen zu benennen und für ihre Anwesenheit zu sorgen; so beispielsweise für die Aufnahme einer Urkunde, die Errichtung eines Nottestaments oder bei Ritualen oder Zeremonien (z. B. Trauungen). Manchmal bestätigen die Zeugen den zu bezeugenden Vorgang durch ihre Unterschrift, so z. B. bei der Errichtung einer Ehe-Urkunde durch die Trauzeugen.
Bei der Aufklärung von Sachverhalten zum Beispiel durch Ordnungs-, Strafverfolgungs- und andere Behörden und durch Gerichte tragen die Aussagen eines Zeugen wesentlich zur Entscheidungsfindung bei. Das Gewicht dabei, auch gegenüber der Aussage anderer Zeugen, bestimmt sich nach der Art der Zeugenschaft und der Rolle des Zeugen:
- Amtszeugen oder Berufszeugen sind Personen, die während der Amtsausübung Zeuge eines Vorfalles geworden sind und/oder Angaben zu einer Tat oder einem Täter machen können und als Zeugen aussagen können.
- Alibizeuge ist ein Zeuge, der bestätigen kann, dass sich der Verdächtige während der Tatzeit an einem anderen Ort als dem Tatort aufhielt.
- Indirekte Zeugen können möglicherweise zu Vorbereitungs- und Nachbereitungshandlungen einer Tat aussagen, haben aber zum eigentlichen Ereignis selbst keine Wahrnehmungen gemacht. Für die polizeilichen Ermittlungen können die Aussagen für Hinweise auf Annäherungs- und Fluchtwege eines Täters relevant sein und damit auf spurentragende Bereiche hinweisen.
- Mittelbare Zeugen sind Personen,  die in einem nicht gegen sie selbst gerichteten (Straf-)Verfahren über Wahrnehmungen von unmittelbaren Zeugen aussagen können, es handelt sich um sogenannte Zeugen vom Hörensagen. Diese Zeugen hat den (polizeilich) relevanten Vorgang weder in der Vor-, Haupt- noch der Nachttatphase selbst wahrgenommen, besitzt aber Kenntnis über den Sachverhalt (z. B. durch Gespräche mit unmittelbaren Zeugen).
- Unmittelbare Zeugen oder direkte Zeugen sind Personen, die in einem nicht gegen sie selbst gerichteten (Straf-)Verfahren über eigene Wahrnehmungen zur Vor-, Haupt- und Nachttatphase Aussagen machen können. Diese Tatzeugen haben einen Tathergang oder Teile davon verfolgt bzw. waren zu der fraglichen Zeit dabei. Oft sind solche Tatzeugen nicht nur unbeteiligte Personen, sondern selbst Opfer oder Verdächtige. Diese Zeugen sind in aller Regel:
  - Augenzeuge ist derjenige, der einen Vorgang erlebt hat, visuell wahrgenommen hat. Im Zusammenhang mit historischen Ereignissen spricht man von Zeitzeugen.
  - Ohrenzeuge ist, wer etwas gehört, aber nicht gesehen hat. Dazu zählen Knallzeugen als Sonderfall. Es sind Ohrenzeugen, die z. B. einen (Verkehrs-)Unfall nicht beobachtet haben, sondern sich erst in dem Moment umgedreht haben, als es „geknallt“ hat. Problematisch ist die häufige Behauptung im Nachhinein, den Unfall gesehen zu haben. Ihre Aussage ist dabei in der Regel nicht nur wertlos, sondern behindern die Sachverhaltsaufklärung.
  - Erkennungszeugen sind in aller Regel unmittelbare Augen- und/oder Ohrenzeugen, die einen Täter bereits vor dem Ereignis kannten wíedererkennen können.

Stellt sich bei Befragungen oder Ermittlungen heraus, dass eine Person tatverdächtig ist, so kann er nicht mehr als Zeuge belehrt und vernommen werden, sondern muss zum Schutz seines weitreichenden Rechtsschutzes als Beschuldigter belehrt werden.

## Auffinden von Zeugen
Soweit Zeugen nicht in Urkunden oder sonstigen Dokumenten benannt sind oder sich freiwillig (z. B. nach einem Verkehrsunfall) melden, müssen diese ermittelt werden. Methodisch sind zunächst die Personen in engeren Tat- oder Ereignisortsbereich zu erfassen, die oft Geschädigte oder Opfer sind. Ferner kommen als Zeugen Personen in Frage, die sich im Rahmen ihrer Tätigkeit am Tatorten aufhalten, wie Notärzte, Rettungssanitäter, Einsatzkräfte von Feuerwehr und THW, private Wachschutzkräfte, Objektverantwortliche (Hausmeister, Putzkräfte) und Eigentümer, nicht zuletzt auch eingesetzte Polizeikräfte. Da sich Personen, wie Anwohner oder Passanten, oft ihrer zeugenschaftlichen Relevanz nicht bewusst sind oder den Kontakt zu staatlichen Institutionen scheuen, sind häufig personal- und zeitintensive Nachbarschaftsbefragungen oder über Medien Zeugenaufrufe erforderlich. Gleichzeitig sind Auswertungen von Bild- und Videoaufzeichnungen im engeren und weiteren Tatortbereich, wie auch der (sozialen) Medien regelmäßig zielführend. In polizeilichen Großlagen werden Zeugensammelstellen eingerichtet. Sie dienen dazu, alle (potentiellen) Zeugen an einen Ort zu bringen, um eine Ordnung in das Einsatzgeschehen vor Ort zu schaffen. Dies dient auch der Effizienz bei der Informationsgewinnung und ist dem Arbeitsablauf förderlich.
Stellt sich bei informatorische Befragungen die Zeugenschaft heraus, so sind diese Personen so bald als möglich, spätestens jedoch vor der ersten Vernehmung, über ihre Pflichten zu belehren (§ 57 StPO). Zu beachten sind physiologische Grenzen der Zeugen, die sich in erster Linie in einer allgemeinen „Verblassungstendenz“ oder „Erinnerungsverfälschungen“ darstellen. Nach etwa einer Woche nach einem bestimmten Ereignis sind regelmäßig nur noch etwa zehn Prozent der ursprünglichen Erinnerungen vorhanden. Zeugenaussagen werden durch „Anreicherungstendenzen“ und „Lückenfüllern“ beeinflusst, die sich in einer „Ausschmückung jener blassen Erinnerungsstücke“, die noch im Gedächtnis geblieben sind, auswirken. Es ist daher von wesentlicher Bedeutung, die Angaben der Zeugen beweiserheblich schriftlich oder auf Bild- und/oder Tonträgern zu dokumentieren.
Wenn ein unmittelbarer Zeuge aus tatsächlichen oder rechtlichen Gründen nicht ermittelt bzw. gehört werden kann, ist es möglich, an seiner statt auf Zeugen vom Hörensagen zurückzugreifen, deren Vernehmung nach § 244 Abs. 2 StPO sogar geboten sein kann. Da bei mittelbaren Angaben mit mehreren Zwischengliedern eine höhere Gefahr besteht, Ereignisse zu entstellen oder unvollständig wiederzugeben, sind dementsprechend an die Beweiswürdigung höhere Anforderungen zu stellen.
Zeuge kann jedermann sein, der nicht als Partei bzw. Angeklagter vernommen werden kann. Auch ein Minderjähriger kann Zeuge sein, sofern er nur die erforderliche Verstandesreife besitzt.

## Qualität von Zeugenaussagen
Die Qualität von Zeugenaussagen kann durch Fehler in der Fragetechnik der Verhörsperson, Mängel in der Wahrnehmung und Speicherung des Erlebten beim Zeugen, aber auch etwaige Lügenhaftigkeit eines Zeugen beeinflusst werden. Diese Faktoren müssen bei der Würdigung der Zeugenaussage stets berücksichtigt werden. Für die kritische Beurteilung des Inhalts einer Zeugenaussage, etwa Aussagen, die von Belastungseifer getrieben sind, ist daher die Kenntnis wahrnehmungspsychologischer Grundsätze unerlässlich.
In einer Studie aus dem Jahr 1996, bei der die Versuchspersonen beschuldigt wurden, die Datengewinnung durch ihr Verhalten im Experiment unmöglich gemacht zu haben, zeigte sich eine starke Auswirkung von Zeugenaussagen auf die Internalisierung von Schuld und Generierung von falschen Geständnissen bei den Beschuldigten. Dies weist darauf hin, dass die Präsentation fälschlich beschuldigender Beweise Menschen zu der Überzeugung ihrer eigenen Schuld bringen kann, obwohl sie unschuldig sind.
Eine Forschergruppe der University of New South Wales im australischen Sydney berichtete im August 2004 von der überraschenden Entdeckung, dass zum Zeitpunkt der aufzuklärenden Ereignisse misslaunige Augenzeugen genauere Aussagen beibringen als solche, die sich gerade in guter Stimmung befanden. Der Sozialpsychologe Prof. Joseph P. Forgas, Leiter der Studie, führte das auf die Hypothese zurück, dass „Stimmungszustände evolutionäre Signale dafür sind, wie mit bedrohlichen Situationen umgegangen werden soll.“ Eine wegen der Bedrohlichkeit des Geschehens ins Negative gerutschte Stimmungslage begünstigt demnach eine systematische, aufmerksame Informationsverarbeitung.

## Bedeutung von Zeugenaussagen
Zeugenaussagen belegen Sachverhalte und dienen damit als Beweis desselben. Hierdurch können einerseits rechtliche Ansprüche begründet werden – wie z. B. auf Versicherungsleistungen nach einem Unfall –, andererseits können diese auch weitere Maßnahmen auslösen. Beispiele hierfür sind Ermittlungen durch die Kriminalpolizei bei einem trunkenheitsbedingten Unfall oder die ärztliche Versorgung von Verletzten.
Von größter Bedeutung ist die Zeugenaussage (oder auch Zeugeneinvernahme) in der Rechtsprechung; sie stellt hier den häufigsten Strengbeweis dar. Der Zeuge schildert im Rahmen seiner Aussage dabei dem Gericht seine eigenen sinnlichen Wahrnehmungen, jedoch keine Rechtsmeinungen, Schlussfolgerungen oder sonstiges Erfahrungswissen.
Es ist die Aufgabe des Gerichts, sich eine eigene Überzeugung aus der Zeugenaussage zu bilden. Die bloße Einführung und Verlesung einer Niederschrift einer Vernehmung durch die Polizei, Staatsanwaltschaft oder einer sonstigen Behörde genügt aufgrund obiger Qualitätserwägungen in der Regel nicht. Das erkennende Gericht soll sich seine eigene Meinung über die Glaubwürdigkeit des Zeugen bilden und Fragen stellen, die es zur Erforschung des Sachverhalts für geboten hält. Nur die persönliche und sachliche Unabhängigkeit des Richters und gegebenenfalls die Öffentlichkeit der gerichtlichen Zeugenvernehmung sichern die Erschöpfung des Beweismittels. In Sonderfällen kann das erkennende Gericht im Zivilverfahren die Zeugeneinvernahme einem Mitglied des Gerichts oder einem anderen Gericht übertragen.
Aufgrund ihrer Rolle als Beweismittel haben Zeugen im Gerichtsprozess daher grundsätzlich eine passive Rolle. Sie haben im Zeugenstand kein eigenes prozessuales Fragerecht; lediglich Verständnisfragen bzgl. der ihnen gestellten Fragen sind zulässig. Das „Rederecht“ wird ihnen nur vom Gericht und auch nur zur Beantwortung der ihnen vorgelegten Fragen eingeräumt. Sie stellen damit keine aktive Partei im Prozess dar.

## Ablauf einer Zeugenvernehmung (Deutschland)
Der genaue Ablauf einer Zeugenvernehmung in Deutschland richtet sich nach dem anzuwendenden Verfahrensrecht für den zugrunde liegenden Prozess. In Zivil- und Verwaltungsprozessen kommen die Vorschriften der Zivilprozessordnung zur Anwendung, in Straf- und Ordnungswidrigkeitsverfahren die Vorschriften der Strafprozessordnung. Seltener sind Zeugenaussagen in Verwaltungsverfahren nach § 26 VwVfG für den Bereich des Bundes und entsprechender landesrechtlicher Regelungen.
Zeugenaussagen werden, sofern sie nicht unmittelbar mit dem Tatgeschehen erfasst werden, sowohl im Strafverfahrens- als auch im Zivilrecht durch eine Ladung zu einem bestimmten Termin und Ort angeordnet. Im Zivilverfahren bedarf es hierfür eines Antrags beim Gericht durch eine Partei; im Strafverfahren wird ein Zeuge durch das Gericht, die Staatsanwaltschaft oder – selten – den parlamentarischen Untersuchungsausschusses im Rahmen der Amtsermittlung geladen. Jeder Zeuge ist aufgrund der genannten gesetzlichen Vorschriften verpflichtet, an besagtem Ort und Zeitpunkt zu erscheinen und auszusagen. Dies gilt auch bei einer Ladung durch die ermittelnde Polizei, jedoch nur insoweit, als dass der Ladung in diesem Fall ein deutlich als solcher zu erkennender Auftrag der Staatsanwaltschaft zugrunde liegen muss.
Diese Aussage- oder Auskunftspflicht gegenüber der Polizei kann auch Kreditinstitute betreffen. Folgt der Zeuge einer Vorladung nicht, können gegen ihn Ordnungsmittel wie Ordnungsgeld, Vorführung oder Ordnungshaft in Betracht kommen. Die Vernehmung des Zeugen erfolgt in Deutschland durch den Richter oder durch den Staatsanwalt bzw. den Verteidiger des Angeklagten. Die Parteien bzw. ihre Prozessbevollmächtigten können Fragen stellen. Eine Ausnahme gilt für das Kreuzverhör.

### Durchführung
Als erstes werden vom Gericht die persönlichen Daten aller erschienenen Zeugen überprüft. Im Strafrecht kann es einem Zeugen gestattet werden, keine Angaben zur Person zu machen (§ 68 Abs. 3 StPO) und/oder statt des Wohnortes seinen Geschäfts- oder Dienstort oder eine andere ladungsfähige Anschrift anzugeben  (§ 68 Abs. 2 StPO). Dies gilt nur dann, wenn ein begründeter Anlass zu der Besorgnis besteht, dass durch die Angabe des Wohnortes Rechtsgüter des Zeugen oder einer anderen Person gefährdet werden oder dass auf Zeugen oder eine andere Person in unlauterer Weise eingewirkt werden wird.
Nach der Überprüfung der persönlichen Daten kann es sein, dass der Zeuge zunächst des Gerichtssaals verwiesen wird, da alle geladenen Zeugen grundsätzlich einzeln vernommen werden. Dies soll eine Beeinflussung der Aussage der nachfolgenden Zeugen ausschließen.
Nachdem der Zeuge dann wieder in den Gerichtssaal gebeten wurde, wird er aufgefordert, sich über den im Prozess gegenständlichen Sachverhalt zu äußern. Der Zeuge ist dabei verpflichtet, wahrheitsgemäß und vollständig über die von ihm wahrgenommenen Tatsachen und Zustände zu berichten und gegebenenfalls seine Aussage zu beeiden oder eidesgleich zu bekräftigen. Der Zeuge darf Aufzeichnungen vorlegen, Beweismaterial in Form von Fotos, die er bezeugen kann, Tonbandaufnahmen, die seine Aussage unterstützen, und Zeichnungen, auch Zeichnungen, die er selbst zur Aufklärung eines Sachverhalt angefertigt hat und zur Erklärung herbeizieht.
Nach dem Bericht des Zeugen wird das Gericht Nachfragen stellen, die einerseits den Sachverhalt, andererseits aber auch die reine Glaubwürdigkeit des Zeugen betreffen können. Der Zeuge ist verpflichtet, diese ebenfalls wahrheitsgemäß und vollständig zu beantworten. Das Gericht kann zudem – bei entsprechendem Sachverhalt, z. B. einer Vergewaltigung – physische und/oder psychische Untersuchungen anordnen, die der Zeuge dulden (aber nicht unterstützen) muss (§ 81c StPO). Diese erfordern jedoch regelmäßig konkrete Anhaltspunkte und bedürfen im Hauptverfahren eines Antrags für ein Glaubwürdigkeitsgutachten. Dieses wird durch Sachverständige erstellt; Antragsteller kann jeder Prozessbeteiligte sein.
Eine vorsätzliche Falschaussage ist immer dann strafbar, wenn die Aussage vor Gericht oder vor einem parlamentarischen Untersuchungsausschuss getätigt wurde. Die Strafbarkeit hängt hinsichtlich der Strafhöhe nur davon ab, ob sie unter Eid (vgl. Meineid) oder uneidlich geleistet wurde. Im Falle des Eides ist auch der fahrlässige Falscheid strafbar.
Wenn alle Fragen des Gerichts beantwortet sind, wird der Zeuge entlassen. Die Zeugenaussage ist damit beendet und man kann das Gerichtsgebäude verlassen, ggf. aber auch den Prozess als Zuschauer weiter verfolgen.

### Verwendung der Zeugenaussage
Das Gericht wird die wesentlichen Erkenntnisse der Zeugenaussage im Rahmen der Urteilsfindung verwenden. Sind diese derart bedeutsam, dass sie die Entscheidung des Gerichts maßgeblich beeinflussen, wird der Zeuge vereidigt.
In das Verhandlungsprotokoll sind lediglich die wesentlichen Erkenntnisse aus der Zeugenaussage aufzunehmen; eine wortgetreue Protokollierung findet nur im Ausnahmefall statt und muss ggf. von einer Prozesspartei gesondert beantragt werden. Unter bestimmten Voraussetzung kann die Protokollierung in Verfahren gemäß der Zivilprozessordnung auch durch einen Berichterstattervermerk ersetzt werden.

## Wahrung der Zeugeninteressen
Der Zeuge darf aufgrund der Aussage- und Wahrheitspflicht die Berichterstattung sowie die Beantwortung gestellter Fragen nicht verweigern, auch wenn dies zu schweren Interessenskonflikten auf seiner Seite führen kann. Zudem kommt es in der Praxis aufgrund der passiven Rolle immer wieder vor, dass der Zeuge zum Objekt des Verfahrens und die Zeugenbefragung in einer Weise durchgeführt wird, welche bisweilen die Würde und/oder den Intimbereich des Zeugen oder einer anderen Person betrifft. Professionelle Hilfsangebote weisen mittlerweile auf die Möglichkeit einer an die Zeugenaussage ergänzenden psychologischen Betreuung hin. Auch wenn dies einen Extremfall darstellt, kann es allgemein zu belastenden Vorgängen im Zeugenstand kommen.
Prinzipiell ist eine vernehmende Stelle nicht dazu verpflichtet und aufgrund mangelnder Kenntnis auch gar nicht dazu in der Lage, auf die individuellen Belange des Zeugen Rücksicht zu nehmen. Demgegenüber steht das Aufklärungsinteresse des Staates. Das Bundesverfassungsgericht hat deshalb hierzu bereits entschieden, dass die Möglichkeiten justizförmiger Sachaufklärung im wesentlichen auf dem Zeugenbeweis beruhen, der nicht über die gesetzlichen und vom Bundesverfassungsgericht entwickelten Beschränkungen hinaus mehr als unvermeidbar beeinträchtigt werden darf.
Der Zeuge ist daher selbst dafür verantwortlich und zuständig, sich zu schützen und seine Rechte wahrzunehmen. Aus diesem Grund kann sich jeder Zeuge eines (meist anwaltlichen) Zeugenbeistands bedienen. In der genannten Entscheidung hat das Bundesverfassungsgericht begründet, warum ein Zeuge einen Rechtsbeistand beiziehen dürfen muss und wo dessen Handlungsgrenzen liegen:

„In anderen Fällen können ebenfalls rechtsstaatliche Bedenken gegen die Vernehmung des Zeugen unter Ausschluß seines Rechtsbeistandes bestehen, denen in Anwendung des Grundsatzes der Verhältnismäßigkeit Rechnung getragen werden muss. Nicht jeder Zeuge ist imstande, das, was er als sein Wissen ausdrücken will, auch zutreffend zum Ausdruck zu bringen. Bei ungeschickten, ängstlichen oder aus anderen Gründen in ihrer Aussagefähigkeit und -bereitschaft behinderten und gehemmten Zeugen kann der Rechtsbeistand aus seiner häufig besseren Kenntnis des Wissens des Zeugen dazu beitragen, Aussagefehler des Zeugen und Mißverständnisse der Verfahrensbeteiligten zu vermeiden. Er kann dem Zeugen nicht nur zu seinem Recht verhelfen, sein Wissen zur Sache im Zusammenhang vorzutragen, sondern ihn auch darin unterstützen, Angriffe abzuwehren, die mit seinem Anspruch auf angemessene Behandlung und Ehrenschutz unvereinbar sind, und nicht erforderlichen Fragen nach entehrenden Tatsachen (§ 68 a StPO) sowie unzulässigen, ungeeigneten und nicht zur Sache gehörenden Fragen (§ 241 Abs. 2 StPO) auszuweichen. Aus ihrer Beantwortung können sich für den Zeugen auch außerhalb der Grenzen eines Zeugnis- und Auskunftsverweigerungsrechts Weiterungen ergeben, wie beispielsweise die Abgabe von Werturteilen oder die Gefahr von Ermittlungen und Verfahren wegen Falschaussage und Meineides. Mit Hilfe seines Rechtsbeistandes kann der Zeuge ferner leichter Einfluß auf die Protokollierung seiner Aussage nehmen, deren Wiedergabe durch den Vernehmenden oder den Protokollführer erfahrungsgemäß mißglücken kann. Schließlich kann dem Verlangen des Zeugen nach Entfernung des Beschuldigten (BGHSt 22, 18 [20 f.]; BGH in: Goltdammer's Archiv für Strafrecht, 1970, S. 111 f.) oder Ausschluß der Öffentlichkeit zum Schutz seiner Privatsphäre oder etwa eines Geschäfts- oder Betriebsgeheimnisses im Einzelfall besondere Bedeutung zukommen.“

Hierbei ist zu beachten, dass der Zeugenbeistand keine selbständigen Antragsrechte besitzt. Er kann daher den Zeugen nicht vertreten, also beispielsweise Aussagen für ihn treffen oder selbständig von sich aus Anträge für ihn stellen. Es ist ihm jedoch erlaubt, den Zeugen auf dessen konkreten Wunsch hin im jeweiligen Einzelfall rechtlich zu beraten und ggf. die notwendigen Anträge gemäß der jeweiligen Prozessordnung zur Wahrnehmung seiner Rechte rechtskonform für ihn zu stellen.
Für den Zeugen ist es damit zwingend notwendig, zumindest grob seine eigenen Rechte zu kennen. Denn nur wenn er selbst einen Verstoß hiergegen selbst erkennt, kann er unter Mithilfe seines Zeugenbeistands selbigen abwehren. Der Zeugenbeistand kann andernfalls die Verhandlung nur schweigend verfolgen, auch wenn er der Meinung ist, die Vorgänge der Zeugenbefragung rechtlich angreifen zu können.

### Umfang der Aussagepflicht
Der Umfang der Zeugenbefragung ergibt sich aus dem Rechtsstaatsprinzip und wurde für die Strafprozessordnung sogar ausdrücklich normiert: Das Gericht hat zur Erforschung der Wahrheit die Beweisaufnahme von Amts wegen auf alle Tatsachen und Beweismittel zu erstrecken, die für die Entscheidung von Bedeutung sind (§ 244 Abs. 2 StPO). Dies bedeutet, dass grundsätzlich alle Fragen zulässig sind, die den Sachverhalt oder die Glaubwürdigkeit des Zeugen auch nur ansatzweise zu erhellen vermögen.
Wie weitgehend die Rechtsprechung das Fragerecht erstreckt verdeutlicht beispielhaft folgendes Grundsatzurteil des Bundesgerichtshofes:

„Im Wege der Kompetenzanalyse ist zu prüfen, ob eine so gefundene Aussagequalität namentlich durch sog. Parallelerlebnisse oder reine Erfindung erklärbar sein könnte. Dazu bedarf es der Beurteilung der persönlichen Kompetenz der aussagenden Person, insbesondere seiner allgemeinen und sprachlichen intellektuellen Leistungsfähigkeit sowie seiner Kenntnisse in bezug auf den Bereich, dem der erhobene Tatvorwurf zuzurechnen ist (z. B. Sexualdelikte).
Die daher unter Berücksichtigung des konkreten Tatvorwurfs vorzunehmende Prüfung dieser Fähigkeiten einschließlich eventueller aussagerelevanter Besonderheiten der Persönlichkeitsentwicklung des Untersuchten (etwa Selbstwertprobleme, gesteigertes Geltungsbedürfnis) erfolgt üblicherweise mit den allgemeinen Methoden psychologischer Diagnostik (z. B. Befragung, Beobachtung, Tests, Fragebögen). Deren Auswahl fällt - wie dargelegt - zwar grundsätzlich in die Zuständigkeit des Sachverständigen, so daß im Einzelfall auch der Einsatz sog. projektiver Verfahren hinzunehmen sein mag. Der Sachverständige hat aber dabei stets den aktuellen wissenschaftlichen Kenntnisstand zu beachten. Daraus ergibt sich:
Im Bereich der Sexualdelikte bestehen Besonderheiten. Grundsätzlich wird die Durchführung einer Sexualanamnese in Betracht zu ziehen sein.“

Eine Sexualanamnese ist nichts anderes als die vollständige Darstellung des eigenen Sexuallebens. Dies betrifft dabei nicht nur sog. Opferzeugen (Tatzeugen), sondern auch Dritte wie z. B. ehemalige Partner, welche Auskünfte über das Sexualleben des Angeklagten erteilen müssen. Die Darstellung ihres eigenen Sexuallebens auch mit anderen Partnern dient hierbei der Prüfung der Aussagequalität.

### Begrenzung der Aussagepflicht
Das Fragerecht ist zwar äußerst weitgehend und umfangreich, jedoch unterliegt dieses auch rechtsstaatlichen Vorschriften. Daher hat der Gesetzgeber dem Zeugen die Möglichkeit geschaffen, ihm gestellte Fragen vor einer Beantwortung einer rechtlichen Zulässigkeitsprüfung zu unterziehen. Die vernehmende Stelle ist sodann verpflichtet, zunächst die Zulässigkeit der Frage zu prüfen. Erweist sie sich als unzulässig, so braucht der Zeuge diese nicht zu beantworten.
Die gestellten Fragen dürfen hierbei vor allem nicht die Grundrechte des Zeugen weiter als von der höchstrichterlichen Rechtsprechung als zulässig erachtet einschränken. Die Grundrechte sind der juristischen Definition nach Abwehrrechte gegen den Staat. Im Zusammenhang mit einer Zeugenvernehmung stellen der Anspruch auf Wahrung der Verhältnismäßigkeit und der Anspruch auf Schutz des Kernbereichs privater Lebensgestaltung die beiden wichtigsten dar.

#### Verhältnismäßigkeitsprinzip
Das Verhältnismäßigkeitsprinzip besagt, dass sämtliche staatliche Eingriffe in das Privatleben der Bürger, also auch eines Zeugen, einen legitimen Zweck erfüllen müssen. Ferner muss die angedachte Maßnahme geeignet, angemessen und erforderlich (im Sinne eines fehlenden milderen Mittels) sein. Die Prüfung der Verhältnismäßigkeit ist dabei nicht an den eigenen individuellen Vorstellungen dieser Begriffe zu prüfen, sondern vielmehr an den von der Rechtsprechung definierten Maßstäben.
Diese Prüfung ist durch die vernehmende Stelle vor dem Stellen einer Frage jeweils vorzunehmen. Dass im Alltag diese Prüfung allerdings oft gar nicht erst durchgeführt wird, zeigt exemplarisch eine Entscheidung des Bundesgerichtshofes:

„Auch im Rahmen der vorrangigen Verpflichtung zur Wahrheitsermittlung ist auf die Achtung der menschlichen Würde eines Zeugen Bedacht zu nehmen. Beweiserhebungen zu dessen Privat- und Intimleben sind nur nach sorgfältiger Prüfung ihrer Unerlässlichkeit statthaft. Dies ist bei der Leitung eines Sachverständigen ebenso zu berücksichtigen wie bei der Zulassung von Fragen und bei der Entscheidung über den Umfang der Beweisaufnahme.
[...]
Noch weniger zu erkennen ist die Notwendigkeit, so, wie geschehen, eingehend - ohne daß sich im übrigen irgend ein Anhaltspunkt ergeben hätte etwa darüber Beweis zu erheben, ob die Nebenklägerin mit den für das Haus zuständigen Briefträgern und (oder) Kaminkehrern Geschlechtsverkehr gehabt hat. Selbst wenn dies, sei es auch gegen Geld, so gewesen wäre und sie nicht bereit gewesen wäre, dies zuzugeben, hätte es vor solchen Beweisaufnahmen eingehender Überlegung bedurft, ob sich dies überhaupt auf die Entscheidung auswirken könnte. Von selbst versteht sich dies hier nicht. Für die ähnlich intensiv (und mit vergleichbarem Ergebnis) geprüfte Frage, ob die vor Jahren gegen die Nebenklägerin anonym vorgebrachte Beschuldigung einer Frau, die Nebenklägerin habe mit ihr eine zunehmend von Gewalt geprägte sexuelle Beziehung gehabt und der damals minderjährige Sohn der Nebenklägerin sei einbezogen gewesen, entgegen den damaligen polizeilichen Ermittlungen nicht doch einen wahren Kern haben könne, gilt nichts anderes.“

In diesem Beispiel war die Befragung zum Sexualleben aufgrund mangelnder Entscheidungsrelevanz nicht geeignet und damit unverhältnismäßig. Die Zeugin hätte sich damit theoretisch durch eine Zulässigkeitsprüfung – ggf. über den Instanzenweg – der Befragung erwehren können. Denn auch wenn die vernehmende Stelle grundsätzlich berechtigt ist, Fragen zu stellen bzw. im Beispiel oben eine Sexualanamnese zu erheben, bedeutet dies nicht automatisch, dass diese stets verhältnismäßig ist.
In den Entscheidungsdatenbanken des Bundesgerichtshofes und des Bundesverfassungsgerichtes finden sich eine Vielzahl von Entscheidungen zu diesem Thema.

#### Kernbereich privater Lebensgestaltung
Der Kernbereich privater Lebensgestaltung ist nach der Rechtsprechung des Bundesverfassungsgerichtes der letzte unantastbare Bereich menschlicher Freiheit, der der Einwirkung der gesamten öffentlichen Gewalt entzogen ist. Verkürzt gesagt handelt es sich hierbei um den Bereich, der seinem Inhalt nach höchstpersönlichen Charakters ist, die Sphäre anderer bzw. der Gemeinschaft nicht berührt und die der Betroffene – hier der Zeuge – geheim halten möchte. Ein Beispiel sind hierfür persönliche Gedanken.
Im Rahmen der Zeugenvernehmung ist auch hier der von der Rechtsprechung des Bundesverfassungsgerichtes entwickelte Maßstab heranzuziehen. Paradebeispiel für den Kernbereich privater Lebensgestaltung sind hierbei die Ausdrucksformen der Sexualität eines Menschen, weswegen ein Eingriff in diesen auch im Rahmen einer Zeugenvernehmung an sich unzulässig ist – sofern der Zeuge ihn geheim halten möchte. Wird daher in derartigen Fällen der Geheimhaltungswille des Zeugen nicht abgefragt, kann sich der Zeuge über einen Antrag auf Überprüfung der Zulässigkeit (siehe oben) erwehren.
Hierfür benötigt der Zeuge bzw. dessen Zeugenbeistand allerdings fundierte verfassungsrechtliche Kenntnisse sowie eine exakte Analyse der gestellten Fragen, da Fragen bzgl. des Sexualbereichs nicht per se unzulässig sind. So betrifft beispielsweise der Ablauf einer Vergewaltigung nicht die Sexualität des Opfers selbst, sondern vielmehr nur das vom Täter erzwungene Handeln und unterliegt allein deshalb schon nicht dem Kernbereich privater Lebensgestaltung. Schwierig ist die Abgrenzung bei Fragen bzgl. des Sexuallebens mit einem Angeklagten: während der Angeklagte in diesem Fall die Erforschung seiner Sexualität, soweit für die vorgeworfene Straftat relevant, aufgrund der gegebenen Verhältnismäßigkeit und des nicht betroffenen Kernbereichs privater Lebensgestaltung dulden muss, verliert der Zeuge deswegen nicht seine Grundrechte. So wird es regelmäßig zulässig sein, vom Zeugen die ihm wie auch immer angetragenen Sexualwünsche des Angeklagten in einer Beziehung abzufragen. Äußerst fraglich aufgrund der vorgenannten Rechtsprechung ist allerdings im Einzelfall, ob der Zeuge auch darüber Auskunft geben muss, ob und wie er diese ggf. erfüllt hat. Es liegt auf der Hand, dass in der Praxis eine derartig diffizile Zulässigkeitsprüfung von Fragen in der spontanen Vernehmung seitens des Gerichts nicht stets fehlerfrei vorgenommen werden kann und bisweilen – wie im Beispiel oben dargestellt – auch schlicht ganz ausfällt.
Sofern Fragen bzgl. dem Sexuallebens eines Zeugen mit Dritten (also nicht dem Angeklagten bzw. der Gegenpartei) gestellt werden, ist es jedenfalls im Falle von Ehegatten höchstrichterlich anerkannt, dass ein Eingriff in dessen Grundrechte ebenso vorliegt und der betroffene Ehegatte daher ebenfalls Anspruch auf rechtliches Gehör besitzt. Aufgrund der grundrechtlichen Bestimmungen bzgl. des rechtlichen Gehörs ist ein Gericht bei potentiellen Fragen daher grundsätzlich verpflichtet, ggf. auch den Geheimhaltungswillen des Ehegatten zu erforschen. Demgegenüber ist der Zeuge seinem Ehegatten gegenüber gemäß § 1353 BGB verpflichtet, die eheliche Intimsphäre zu schützen und die Vorgänge darin geheim zu halten.
Juristisch ungeklärt ist bislang die Frage, ob einem Zeugen als Ehegatte deshalb ein eigenes Beanstandungsrecht oder gar eine Pflicht bzgl. derlei Fragen zusteht, falls das Gericht der Verpflichtung zur Anhörung des anderen Ehegatten nicht rechtzeitig nachkommt. Das Bundesverfassungsgericht hat jedoch festgestellt, dass Vertrauenspersonen nicht dazu eingesetzt werden dürfen, um Informationen aus dem Kernbereich privater Lebensgestaltung des Ehepartners bzw. der Ehepartnerin der Vertrauensperson zu gewinnen. Eine Vertrauensperson ist hierbei eine Person, welche Strafverfolgungsbehörden langfristig bei der Aufklärung von Straftaten unterstützt. Die Definition eines Informanten unterscheidet sich lediglich darin, dass er nur kurzfristig oder einmalig (freiwillig) tätig wird. Ein Zeuge unterscheidet sich hiervon wiederum nur dadurch, dass er zwangsweise tätig wird. Es spricht daher viel dafür, dass diese Rechtsprechung auf Zeugen analog angewendet werden kann und diese sich ggf. darauf berufen können.
Neben dem Sexualbereich gibt es noch weitere Bereiche (wie z. B. die Psyche), die Bestandteil des Kernbereichs privater Lebensgestaltung sein können. Wird einer Beanstandung stattgegeben, dass der Kernbereich privater Lebensgestaltung durch eine Frage auch nur teilweise betroffen ist, so ist die Frage grundsätzlich unzulässig.

#### Konkrete gesetzliche Regelungen
Neben diesen grundrechtlichen Abwehrmöglichkeiten hat der Gesetzgeber ausdrückliche Abwehr- und Schutzrechte für Zeugen normiert.

##### Strafprozessordnung
- Minderjährige Opferzeuginnen und Opferzeugen sollen den Belastungen eines Strafverfahrens nicht länger als unbedingt notwendig ausgesetzt sein. § 48a StPO  gewährleistet deshalb seit dem 1. Juli 2021,  dass diese Strafverfahren stets besonders beschleunigt durchgeführt werden müssen, auch zur Vermeidung von Beweisverlusten. Das Erinnerungsvermögen von Kindern verblasst rasch, zudem sind Kinder einer Beeinflussung grundsätzlich leichter zugänglich als Erwachsene.
- Ein Zeuge kann die Zeugenaussage komplett oder teilweise verweigern, wenn er glaubhaft machen kann, mit einer Partei oder – im Strafprozess – mit dem Angeklagten verwandt, verschwägert oder verlobt zu sein (§ 52 StPO).
- Für Berufsgeheimnisträger (z. B. Arzt, Seelsorger, Verteidiger) ergibt sich ein Zeugnisverweigerungsrecht aus § 53 StPO, aber nur unter den dort genannten Voraussetzungen.
- Ein Zeuge braucht nicht auf Fragen zu antworten, wenn er bei wahrheitsgemäßer Auskunft eine eigene Straftat einräumen müsste (§ 55 StPO). Ihm steht insofern also ein Auskunftsverweigerungsrecht zu.
- Weiter kann der Zeuge zu seiner Vernehmung einen anwaltlichen Zeugenbeistand hinzuziehen (§ 68b StPO). Hierbei ist jedoch zu beachten, dass wegen der Stellung des Zeugenbeistands der Anwalt während der Vernehmung selbst nicht aktiv werden darf; der Zeuge muss ihn selbst nach den rechtlichen Möglichkeiten in der jeweiligen Vernehmungssituation befragen. Tut der Zeuge dies nicht, wird der Zeugenbeistand der Zeugenaussage lediglich schweigend beiwohnen.
- Zum Schutz des Zeugen existiert in der Strafprozessordnung zudem die Möglichkeit zu beantragen, dass bei der Zeugenaussage der Angeklagte aus dem Gerichtssaal entfernt wird (§ 247 StPO). Dies setzt voraus,
  - dass zu befürchten ist, dass ein Zeuge in dessen Gegenwart nicht die Wahrheit sagt oder
  - der Zeuge unter 18 Jahren alt ist und ein erheblicher Nachteil für das Wohl des Zeugen zu befürchten ist oder
  - wenn bei einer Vernehmung des Zeugen in Gegenwart des Angeklagten die dringende Gefahr eines schwerwiegenden Nachteils für Gesundheit des Zeugen besteht.

##### Gerichtsverfassungsgesetz
- Bei der Zeugenaussage kann die Öffentlichkeit unter den dort genannten Bedingungen ausgeschlossen werden (§ 171b und § 172 GVG). Dies ist insbesondere bei Sexualstraftaten hilfreich, da der Zeuge hier naturgemäß über intime Details befragt wird.
- Die Prozessbeteiligten können gemäß § 174 Abs. 3 GVG durch das Gericht zur Verschwiegenheit verpflichtet werden. Ein Verstoß hiergegen kann ggf. gemäß § 203 Abs. 2 Nr. 6 StGB mit bis zu einem Jahr Freiheitsstrafe geahndet werden. Jedoch setzt dies die Beweisbarkeit des Verstoßes einer konkreten Person voraus.

Im Übrigen sind dem Zeugen seine Kosten und Auslagen (Anfahrtskosten, Verdienstausfall u. a.) zu ersetzen. Näheres dazu regelt das Justizvergütungs- und -entschädigungsgesetz (JVEG). Unter bestimmten Umständen (Gefahr für den Zeugen u. ä.) kann Zeugenschutz gewährt werden.

### Beweisverwertungsverbot
Wird ein Zeuge auf das Zeugnisverweigerungsrecht im Rahmen der Vernehmung nicht hingewiesen, hat dies gegebenenfalls ein Beweisverwertungsverbot hinsichtlich des dadurch gewonnenen Beweises zur Folge, sofern der Zeuge nicht bereits nachweisbar anderweitig Kenntnis seiner diesbezüglichen Rechte hatte.

## Abgrenzung zum Sachverständigen
Der Sachverständige stellt dem Gericht Fachkunde auf der Grundlage von Wissen zur Verfügung, über das die Berufsrichter als Juristen und die ehrenamtlichen Richter nicht verfügen. Ein Sachverständiger ist oft austauschbar, weil über seinen abstrakten Sachverstand regelmäßig mehrere Sachverständige verfügen, während ein Zeuge meist nicht ersetzt werden kann, weil nur er eine konkrete Wahrnehmung, nämlich seine Wahrnehmung schildern kann. Weiterhin muss ein Sachverständiger durch das Gericht bestellt werden.
Soweit ein vor Gericht erscheinender Sachverständiger über Wahrnehmungen berichtet, die er nur aufgrund seiner besonderen Fachkunde machen konnte (z. B. DNA-Untersuchungen), wird er als sachverständiger Zeuge vernommen (Zivilprozess: § 414 ZPO). Das Zusammentreffen von speziellem Sachverstand und der konkreten Wahrnehmung ist hier in der Regel rein zufällig.
Dieselbe Beweisperson kann Zeuge und Sachverständiger sein. Als was sie jeweils bezüglich einzelner Aussageninhalte anzusehen ist, richtet sich insbesondere nach der Qualität der Aussage. Die Unterscheidung ist nicht nur für die Höhe der Entschädigung gemäß Justizvergütungs- und -entschädigungsgesetz (JVEG) bedeutsam, sondern vor allem wegen des Rechts zur Ablehnung des Sachverständigen in § 406 ZPO.

## Abgrenzung zum Nebenkläger
Ist ein Zeuge zugleich Nebenkläger, steht ihm in dieser Eigenschaft ein (prozessuales) Fragerecht zu. Er kann dies jedoch nur in dieser Rolle ausüben; in der Rolle des Zeugen hat er deswegen keine erweiterten Befugnisse.